# 丹·戈德曼
丹尼尔·萨克斯·戈德曼（英語：Daniel Sachs Goldman，1976年2月26日—） 是一位美国政治家和律师，自 2023年起担任纽约第十国会选区的众议员 。作为民主党成员，他曾担任针对唐纳德·特朗普的第一次弹劾调查中的多数党首席律师，以及2019年特朗普弹劾审判中众议院经理的首席法律顾问。戈德曼是国会中最富有的成员之一，根据财务披露表格，他的个人净资产估计高达2.53亿美元。

## 早年生活
华盛顿1976年在美国华盛顿特区出生，他的父母是联邦检察官。他的家庭是一个精英家庭，他的亲戚大部分经商，他的祖父母是罗达·哈斯·戈德曼， 他的曾祖父是李维斯公司  总裁沃尔特·A· 哈斯。他的高曾祖父是连锁食品店的创始人亚伯拉罕 ·哈斯  。
丹尼尔·戈德曼就读于华盛顿特区的西德维尔友谊学校 ，他的母亲曾担任该校的董事会主席。

## 法律职业
从法学院毕业后，戈德曼曾担任美国加利福尼亚北区地方法院查尔斯·布雷耶和美国第二巡回上诉法院罗伯特·萨克的书记员。  2007 年至 2017 年，戈德曼担任普利特·巴拉拉手下的纽约南区美国助理检察官。他起诉了俄罗斯有组织犯罪 、 热那亚犯罪家族黑帮（包括在狱中谋杀白毛巴尔杰的福蒂奥斯·吉亚斯 ）以及各种白领犯罪和证券欺诈案 。  2017 年，戈德曼担任因内幕交易被定罪的体育博彩者比利·沃尔特斯的首席检察官。  离开南区后，戈德曼成为 NBC 新闻和 MSNBC 的法律分析师 

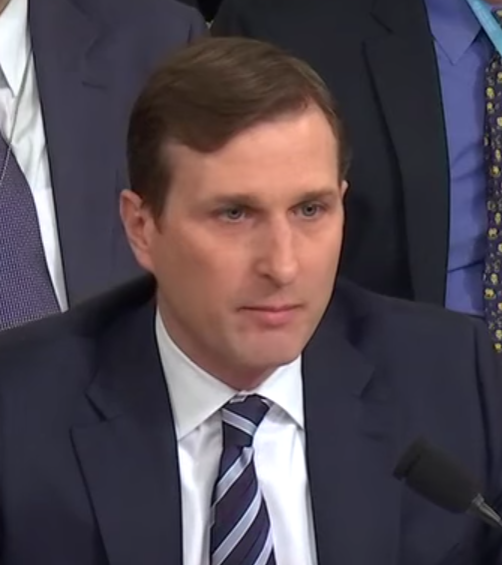
戈德曼出席听证会

### 特朗普弹劾
2019年2月，戈德曼成为了时任美国总统特朗普弹劾案中的律师，受聘于美国众议院情报委员会。他在听证会上询问了多数证人。他在听证会中出席并且提供了许多证词。

### 2022 年纽约州总检察长民主党提名竞选
2021 年 11 月 16 日，戈德曼宣布参加 2022 年纽约州总检察长民主党提名竞选。  12 月，现任检察长莱蒂西亚·詹姆斯 结束竞选并选择竞选连任，戈德曼退出竞选并支持詹姆斯。 

## 美国众议院（2023-现任）

### 选举
2021年，戈德曼宣布参选2022年中期选举中的纽约第10国会选区的选举 纽约第10国会选区的选举。
在民主党初选中，戈德曼击败了市议员其他曾在早起民调中领先于他的候选人。

### 任内
2023 年 1 月 10 日，戈德曼和众议员里奇·托雷斯向众议员乔治·桑托斯的办公室提交了一份道德投诉，后者因被曝在其大部分简历和背景中撒谎而深感不安。  戈德曼在国会的第一年就提出了七项法案：《提前投票法案》、《非洲人墓地国际纪念博物馆和教育中心法案》、《加强严重精神疾病医疗补助法案》、《2023 年移民法庭效率和儿童法庭法案》、《解除卡特尔武装法案》、《编纂储蓄计划法案》和《毕业生法案》。
戈德曼曾反对过堕胎，这让他受到了许多批评，包括他所在的民主党内也有反对的声音。
2021年1月6日国会山骚扰事件后，戈德曼批评特朗普，指责他煽动言论导致美国民主受到破坏，必须消灭特朗普。这些言论引发了特朗普支持者和保守派的非常不满。几天后，他在电视上示弱，表示自己用错了词。
2023年美国众议院进行投票2023 年财政责任法案，戈德曼在投票中反对这项法案。
2025年7月，戈德曼将加沙地带的人道主义危机归咎于哈马斯，并表示：“如果哈马斯愿意，他们今天就可以结束这场危机。以色列同意了停火提议，但哈马斯拒绝了。释放人质，结束这场闹剧吧。

## 个人生活
戈德曼结过两次婚。2002 年，他与来自蒙特利尔的奥运跳水运动员兼律师安妮·蒙特米尼结婚。  2008 年，两人育有两个孩子后离婚。  2013 年，他与科琳·利维结婚，育有三个孩子。

## 引用
1. ↑  . RAND Corporation. 2022.
2. ↑  , CQ Press: 578–602, 2009  [2025-08-08]
3. ↑  https://www.washingtonpost.com/national-security/democrats-impeachment-lawyer-cut-his-teeth-prosecuting-mobsters-wall-street-cheats/2019/11/12/f19759e4-04cf-11ea-ac12-3325d49eacaa_story.html
4. ↑  Goldman, Daniel. . 2016 International Congress of Entomology (Entomological Society of America). 2016  [2025-08-08]. doi:10.1603/ice.2016.95035.
5. ↑  Harghandiwal, Beheshta. . Global Public Health. 2025-04-22, 20 (1)  [2025-08-08]. ISSN 1744-1692. doi:10.1080/17441692.2025.2495326.